# Louis Réard
Louis Réard (1897 – 16. září 1984) byl francouzský strojní inženýr a módní návrhář.

## Život
Původně pracoval jako strojní inženýr. Ve čtyřicátých letech se začal věnovat také oblečení. Když byl na pláží v Saint-Tropez, viděl ženu, která si ohrnula okraje svých plavek pro dosažení většího opálení, inspirovalo ho to pro vývoj nového druhu plavek, které by zakrývaly jen nejmenší nutné části těla. Výsledek dostal název bikini, podle stejnojmenného atolu, a byl představen v Paříži roku 1946. Réard nesehnal modelku, která by se představení ujala a najal si proto striptýzovou tanečnici. Později vlastnil obchod specializovaný na tento druh oblečení. Zemřel v roce 1984 ve věku 88 let.